# Leander van Eß

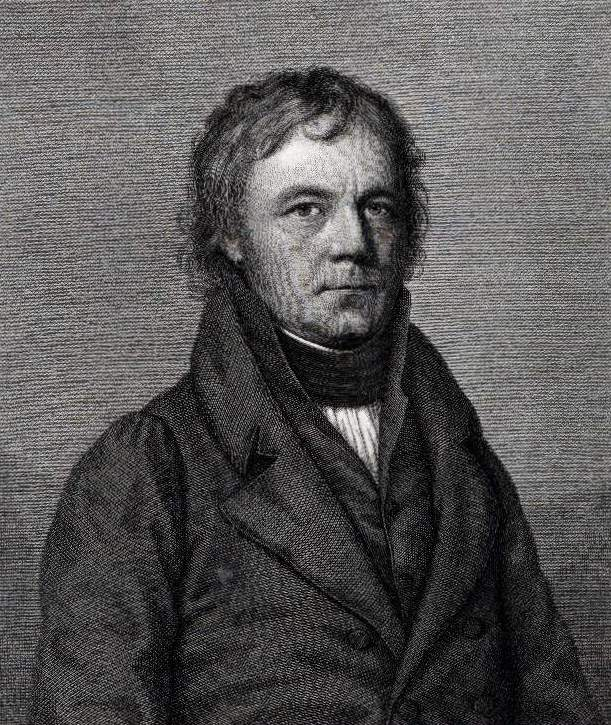
Leander van Eß

Novum Testamentum

Leander van Eß (auch Johann Heinrich van Eß, * 15. Februar 1772 in Warburg im Hochstift Paderborn; † 13. Oktober 1847 in Affolterbach, Odenwald) war ein katholischer Theologe und Verfasser einer Übersetzung der Bibel ins Deutsche.

## Leben
Van Eß besuchte das Gymnasium Marianum in Warburg und wurde 1790 Benediktiner in Marienmünster bei Paderborn, wo er den Klosternamen Leander annahm und 1796 die Priesterweihe empfing. Nach der Aufhebung des Klosters 1802 zog er nach Schwalenberg (Lippe) und arbeitete als Pfarrer. Ab 1812 war er Professor der Universität Marburg, Mitdirektor des dortigen Schullehrerseminars sowie Pfarrer der Pfarrei Marburg. Er trat 1822 von allen Ämtern zurück und lebte danach in Darmstadt sowie ab 1835 in Alzey als Privatgelehrter. Sein Nachfolger wurde sein Vertreter und Schüler Johann Christian Multer. Leander van Eß sammelte in großem Ausmaß Handschriften und gedruckte alte Bücher. Er widmete sich insbesondere der Erstellung einer deutschen Bibelübersetzung und der Verbreitung der Bibel unter dem Volk, was ihn zu einem Vorläufer der katholischen Bibelbewegung des 19. Jahrhunderts machte.
Zusammen mit seinem Vetter Karl van Eß übersetzte er noch während seiner Tätigkeit als Priester bzw. Pfarrer das Neue Testament, welches 1807 in Braunschweig erschien. Als Grundlage diente die Vulgata, wobei ein umfangreicher Fußnotenapparat auf Unterschiede zum griechischen Text hinwies. Leander van Eß schuf 1827 zudem selbst eine Bibelausgabe – eine Kombination der Complutensischen Polyglotte und des Erasmischen Textes.
Zwischen 1807 und 1821 erteilten mehrere Bistümer und theologische Fakultäten der Übersetzung ihre Approbation. Die katholische Kirche bemängelte jedoch van Eß’ öffentlich geäußerte Meinung zu verschiedenen Lehren und setzte sein Neues Testament am 19. Dezember 1821 auf den Index Librorum Prohibitorum. Nach diversen textlichen Anpassungen erklärten 1822 die Katholisch-Theologische Fakultät der Universität Tübingen und 1826 das von Ignaz Heinrich von Wessenberg geleitete bischöfliche Generalvikariat Bruchsal die Übersetzung als mit den Lehren der katholischen Kirche übereinstimmend und empfahlen die Neuauflagen wiederum zur Freigabe.
In Alleinarbeit folgte die Übersetzung des Alten Testaments aus dem Urtext, welche 1822 in einem ersten, 1836 in einem zweiten Teil erschien. Zusammen mit Heinrich Joseph Wetzer veröffentlichte er schließlich 1840 eine dreiteilige Gesamtausgabe seines Werkes. Bedingt durch die Übersetzung aus dem Hebräischen folgt die Nummerierung der Psalmen der Einteilung Robert Estiennes und unterscheidet sich somit von derjenigen der Vulgata sowie anderer früher katholischer Bibelübersetzungen. Als weitere Besonderheit geben frühe Ausgaben das Tetragramm durchgehend in der Form Jehova wieder.

## Leseprobe
Matthäus 18,23–24 (nach einer Ausgabe der Britischen und Ausländischen Bibelgesellschaft, Wien 1950):

„Darum verhält es sich mit dem himmlischen Reiche wie mit einem Könige, der mit seinen Dienern abrechnen wollte. Als er anfing abzurechnen, kam einer vor ihn, der ihm zehntausend Talente schuldig war.“

## Einzelnachweis
1. ↑  Jesús Martínez de Bujanda, Marcella Richter: Index des livres interdits: Index librorum prohibitorum 1600–1966. Médiaspaul, Montréal 2002, ISBN 2-89420-522-8 (französisch, eingeschränkte Vorschau in der Google-Buchsuche).

| Personendaten    | Personendaten                                  |
| ---------------- | ---------------------------------------------- |
| NAME             | Eß, Leander van                                |
| ALTERNATIVNAMEN  | Eß, Johann Heinrich van                        |
| KURZBESCHREIBUNG | Autor einer deutschsprachigen Bibelübersetzung |
| GEBURTSDATUM     | 15. Februar 1772                               |
| GEBURTSORT       | Warburg                                        |
| STERBEDATUM      | 13. Oktober 1847                               |
| STERBEORT        | Affolterbach, Odenwald                         |